# Be (album của BTS)
Be là album phòng thu tiếng Hàn thứ năm của nhóm nhạc nam Hàn Quốc BTS. Nó được phát hành vào ngày 20 tháng 11 năm 2020, thông qua Big Hit và Columbia, 9 tháng sau album phòng thu thứ tư Map of the Soul: 7 (2020). Được sản xuất để đối phó với đại dịch COVID-19 đang diễn ra, Be được truyền cảm hứng từ quan điểm sống của BTS trong đại dịch. Các thành viên đã đóng góp vào các khía cạnh khác nhau của album bao gồm sáng tác, phát triển, sản xuất và thiết kế hình ảnh.
Be là một album nhạc pop, bao gồm các thể loại hip hop, EDM và disco với các yếu tố synth-pop, neo soul, funk, R&B trong thập niên 1970, 1980, 1990 và 2010. Được BTS miêu tả là "bức thư của hy vọng", Be chạm vào các chủ đề về sự thoải mái, cô đơn, lo lắng, trầm cảm, thất vọng, bồn chồn, buồn bã, hy vọng, kết nối và niềm vui.
Be bao gồm bài hát chủ đề "Life Goes On", bài hát ra mắt ở vị trí số 1 trên bảng xếp hạng Billboard Hot 100, trở thành bài hát quán quân thứ ba liên tiếp của BTS và ra mắt trong top 10 trên bảng xếp hạng đĩa đơn của Vương Quốc Anh. Be nhận được nhiều đánh giá tích cực từ các nhà phê bình âm nhạc, album được khen ngợi vì tính chân thực và đơn giản của nó trong khi một số ít có cảm xúc lẫn lộn và không thích nó.
Be là album thứ năm của BTS ra mắt ở vị trí số 1 trên bảng xếp hạng Billboard 200 của Hoa Kỳ, trở thành nhóm nhạc nhanh nhất có 5 album quán quân kể từ The Beatles. BTS cũng trở thành nghệ sĩ duy nhất ngoài Taylor Swift ra mắt cùng lúc trên Billboard Hot 100 và Billboard 200. Album cũng đứng đầu bảng xếp hạng ở Canada, Đan Mạch, Ireland, Nhật Bản, Lithuania, New Zealand, Na Uy, Ba Lan, Hàn Quốc và khu vực Flemish của Bỉ, trong khi chiếm lĩnh top 5 ở 14 quốc gia, bao gồm Úc, Pháp, Đức, Ý, Hà Lan, Scotland, Thụy Điển và Vương Quốc Anh.

## Bối cảnh
BTS đã phát hành album phòng thu tiếng Hàn thứ tư Map of the Soul: 7 vào tháng 2 năm 2020, trước sự hoan nghênh của giới phê bình và thương mại. Để quảng bá cho album, nhóm dự kiến bắt đầu chuyến lưu diễn thế giới thứ tư, Map of the Soul Tour vào tháng 4 năm 2020, nhưng cuối cùng đã bị hoãn lại do đại dịch COVID-19. Vào ngày 17 tháng 4 năm 2020, RM xác nhận rằng BTS đang sản xuất một album mới trong một buổi phát sóng trực tiếp trên YouTube. Anh ám chỉ rằng nhóm sẽ chia sẻ quá trình chuẩn bị cho album sắp tới thông qua các video tự quay như một phần của sáng kiến "StayConnected" và "CarryOn" để tương tác với người hâm mộ trong thời gian giãn cách xã hội.
Vào ngày 24 tháng 4, Suga đã hé lộ về album trong một chương trình phát sóng khác, "Trước khi bắt đầu, chúng tôi đã quyết định ai là người chịu trách nhiệm chính. Ai sẽ giám sát tất cả mọi thứ, ai sẽ giám sát hình ảnh, ai sẽ giám sát âm nhạc. Chúng tôi đã thảo luận với nhau và đưa ra quyết định." Trong một buổi phát trực tiếp trên YouTube vào ngày 1 tháng 5, Jimin tiết lộ rằng anh được chỉ định làm người quản lý dự án âm nhạc và thừa nhận rằng album sắp tới sẽ do chính nhóm tự tay thiết kế và sản xuất. Nói về vai trò của mình, Jimin giải thích, "Tôi chưa biết chính xác mình sẽ tiến hành nó như thế nào, nhưng tôi đang làm việc chăm chỉ để có thể giúp đỡ các thành viên. Với tư cách là người quản lý dự án âm nhạc, điều tôi có thể làm bây giờ là hỏi các thành viên họ muốn làm việc như thế nào, họ muốn kể câu chuyện gì, họ muốn làm bao nhiêu bài hát, phong cách bài hát, thành phần sẽ như thế nào, thành viên nào sẽ phù hợp với điều gì và báo cáo với công ty."
Vào ngày 7 tháng 5, V, J-Hope và RM tiết lộ rằng cả ba người họ được giao vai trò quản lý dự án hình ảnh và họ đã thảo luận về ý tưởng, hình ảnh và phong cách album trong suốt buổi phát sóng. Vào ngày 16 tháng 6, Jimin tiết lộ về quá trình viết nhạc và thu âm cho album. Vào ngày 13 tháng 8, Big Hit Entertainment tổ chức một cuộc họp giao ban công ty và xác nhận rằng album mới của BTS sẽ được phát hành vào quý 4 năm 2020. Nói về album trong một cuộc phỏng vấn với Teen Vogue, BTS cho biết, "Việc tăng cường tham gia trực tiếp vào quá trình sản xuất album cho phép chúng tôi khám phá nhiều khía cạnh hơn trong âm nhạc và sự sáng tạo của riêng mình. Bởi vì tất cả các thành viên đều tham gia vào album bằng cách nào đó, có nhiều thay đổi vào phút cuối được thực hiện so với trước đây, dẫn đến nhiều điều không chắc chắn xung quanh về việc hoàn thành album trước ngày phát hành." Theo thông cáo báo chí, album chứa đựng thông điệp "ngay cả khi đối mặt với điều bình thường mới, cuộc sống của chúng ta vẫn tiếp diễn" và "thể hiện suy nghĩ, cảm xúc sâu sắc nhất của BTS khi chuẩn bị cho album và mang lại một trải nghiệm âm nhạc phong phú hơn cũng như âm nhạc đậm chất BTS nhất từ trước đến nay".

## Âm nhạc và lời bài hát
Be là một album nhạc pop, bao gồm các thể loại hip hop, EDM, và disco với các yếu tố âm nhạc chính là synth-pop, neo soul, funk, R&B, trong thập niên 1970, 1980, 1990, và 2010. Vox gọi Be là "một hỗn hợp âm thanh nhạc pop cổ điển ồn ào, từ nhẹ nhàng đến sôi nổi, từ u sầu đến êm dịu, được lọc qua lăng kính của sự tích cực." Album dài 28 phút 30 giây và có 8 bài hát. Album sử dụng nhiều âm thanh của guitar acoustic, piano, funk bass, trống điện tử,  horns, và string. Album bắt đầu chậm rãi với "những bản ballad ấm áp, êm dịu" trước khi bắt kịp nhịp độ trong nửa sau album với "một số bản nhhạc pop tinh tế, hiểu biết và thăng hoa hơn của nhóm". Lời bài hát được lấy cảm hứng từ đại dịch COVID-19, BTS mô tả album này là "một bức thư hy vọng" trong thời điểm cách ly xã hội. Album mở rộng nhiều cung bậc cảm xúc, khám phá các chủ đề về sự thoải mái, cô đơn, lo lắng, trầm cảm, kiệt sức, sợ hãi, thất vọng, bồn chồn, buồn bã, hy vọng, kết nối, quyết tâm và niềm vui. NME nhận ra thấy rằng "Be luân chuyển những cung bậc cảm xúc khác nhau mà đại dịch đã tạo ra trong cuộc sống của chúng ta." Rolling Stone nhấn mạnh rằng Be "khám phá các mức độ cao và thấp khác nhau mà BTS phải trải qua trong suốt thời gian kỳ lạ, khó khăn này." The Atlantic gói gọn Be như "một loại tài liệu âm nhạc về những suy nghĩ và cảm xúc của các thành viên về việc bỏ lỡ một năm vì đại dịch."

## Phát hành và quảng bá
Vào ngày 27 tháng 9 năm 2020, Big Hit đăng tải một áp phích nhá hàng tên album, đồng thời thông báo về ngày phát hành. Đơn đặt hàng cho phiên bản deluxe bắt đầu vào ngày hôm sau. Vào ngày 30 tháng 10, BTS nhá hàng tên bài hát chủ đề của album là "Life Goes On" trên Twitter. Vào ngày 10 tháng 11, nhóm đăng tải danh sách bài hát và bìa kỹ thuật số của album. Vào ngày 13 tháng 11, nhóm tổ chức một buổi mở họp báo của album được phát trực tiếp trên kênh YouTube của nhóm. Chín tháng sau Map of the Soul: 7, Be được phát hành trên toàn thế giới vào ngày 20 tháng 11 năm 2020, thông qua Big Hit và Columbia cùng với video âm nhạc cho "Life Goes On". Vào ngày 22 tháng 11, nhóm biểu diễn "Life Goes On" lần đầu tiên tại lễ trao giải American Music Awards lần thứ 48, cùng với "Dynamite". Nhóm biểu diễn bài hát này tại sân vận động Olympic Seoul trong trang phục màu đen và trắng. Ngày hôm sau, nhóm biểu diễn "Life Goes On" trên Good Morning America và The Late Late Show with James Corden.

## Đánh giá chuyên môn
| Đánh giá chuyên môn  | Đánh giá chuyên môn |
| Điểm trung bình      | Điểm trung bình     |
| Nguồn                | Đánh giá            |
| -------------------- | ------------------- |
| AnyDecentMusic?      | 7.2/10              |
| Metacritic           | 80/100              |
| Nguồn đánh giá       |                     |
| Nguồn                | Đánh giá            |
| AllMusic             | [ 29 ]              |
| Clash                | 7/10                |
| Consequence of Sound | B+                  |
| Exclaim!             | 9/10                |
| The Independent      | [ 19 ]              |
| Los Angeles Times    | [ 51 ]              |
| NME                  | [ 16 ]              |
| Pitchfork            | 7/10                |
| Rolling Stone        | [ 33 ]              |
| Slant Magazine       | [ 25 ]              |

Be nhận được đánh giá tích cực từ các nhà phê bình âm nhạc, hầu hết trong số họ ca ngợi tính xác thực của album trong khi một số ít không thích thú. Tại Metacritic, nơi chỉ định xếp hạng chuẩn hóa trong số 100 cho các bài đánh giá từ các nhà phê bình chính thống, album có số điểm trung bình là 80 dựa trên 11 bài đánh giá, cho thấy "các bài đánh giá khá thuận lợi." Nhà tổng hợp AnyDecentMusic? cho nó 7.2 trên 10, dựa trên đánh giá của họ về sự đồng thuận của các nhà phê bình.
Viết cho NME, Rhian Daly mô tả Be như "sự gói gọn âm nhạc chính xác nhất của tàu lượn siêu tốc là cuộc sống của đại dịch cho đến nay" và nhóm đạt được "sự cân bằng hoàn hảo giữa động viên và trấn an." Trong một đánh giá nhiệt tình, nhà phê bình Neil Z. Yeung của AllMusic coi album là "một bản nhạc chân thành và đầy cảm hứng" ca ngợi "tính dễ bị tổn thương và sự thân mật" của BTS và viết rằng "mặc dù thời gian ngắn ngủi, Be đã bắt kịp nhanh về thời gian và địa điểm, một tài liệu về một sự kiện trên toàn thế giới nhằm tăng cường kết nối của họ với người nghe và thúc đẩy bài hát của họ tiến lên với sự tập trung, trái tim và nhân văn." Jochan Embley của Evening Standard gọi album là "được sản xuất một cách tinh xảo" với những màn trình diễn giọng hát "gần như không có lỗi" và cho rằng mặc dù "không có nhiều rủi ro" nhưng nó hoạt động như "một điều an ủi cho hàng triệu người". Đánh giá cho Rolling Stone, Jeff Benjamin mô tả Be như "album có thương hiệu đậm chất BTS nhất mà nhóm từng thực hiện, ghi nhận sự khó khăn trong khi mang đến sự chữa lành và hy vọng cũng như cách để nhìn lại nỗi đau hiện tại của chúng ta." Lenika Cruz của The Atlantic coi Be như "một album gồm 8 bài hát được lựa chọn cẩn thận với các bài hát đa dạng và phong cách." Dani Blum củaPitchfork viết rằng album "khắc phục sự thất vọng và đau buồn của cuộc sống trong thời gian cách ly, sàng lọc qua những ngày mờ mịt để xây dựng một hình thức thân mật mới."
Trên tờ Los Angeles Times, August Brown ã viết rằng Be là "nỗ lực công khai nhất của nhóm để leo lên các bảng xếp hạng nhạc pop của Hoa Kỳ" và "một LP khiêm tốn về khả năng phục hồi, được viết để đáp ứng tâm trạng mệt mỏi toàn cầu", trong đó ghi lại "điều gì đó về toàn bộ cuộc sống của người hâm mộ BTS trong một đại dịch như buồn chán, sợ hãi và cô đơn, sau đó giải quyết và cố gắng xem điều gì xảy ra tiếp theo." Raisa Bruner của Time mô tả album là "ngắn và ngọt ngào" chứa đầy "một liều lượng của giai điệu thoát tục, ca từ trầm tư và cá tính mạnh mẽ." Lexi Lane của NBC News nói rằng album Be "tỏa sáng với tư cách là album sáng nhất và thống nhất của họ." Trong bài đánh giá của cô cho MTV News, Emma Saletta nói rằng album "thể hiện [các] nỗi sợ hãi và lo lắng của chính các thành viên [...], cũng như sự kiên định để vượt qua" và cuối cùng mang đến "một tia sáng hy vọng sâu sắc cho tương lai."  Mô tả album như một "ốc đảo", Katie Goh của tạp chí i-D viết rằng Be là "dự án khóa chặt nội tâm, sâu sắc", "là hiện thân của tình trạng hỗn loạn cảm xúc mà hầu hết chúng ta đã trải qua trong năm 2020, và nói thẳng thắn, trực tiếp và không biện hộ, cho đến thời điểm hiện tại." Annabel Nugent của The Independent ca ngợi album đã thử nghiệm nhiều phong cách âm nhạc khác nhau và tuyên bố rằng nó "tránh được cạm bẫy của việc nghe giống như một danh sách kiểm tra."
Mary Siroky của Consequence of Sound đặt tên cho album là "khu vui chơi ấm cúng" đã "đưa người nghe về nhà theo mọi nghĩa, mời chúng ta vào thế giới của 7 chàng trai trẻ này theo cách mà chưa album nào khác của họ có cho đến nay." Nhà phê bình âm nhạc Chris DeVille của Stereogum coi album như "âm thanh êm dịu cho một năm đại dịch" trong đó "BTS vẫn là những người theo chủ nghĩa tối đa trong trái tim." Tương tự, Verónica A. Bastardo của The Quietus cho rằng Be "đưa ra một biên niên sử nội tâm về sự cô lập, cách ly và tìm ra một trung gian an toàn giữa nỗi buồn và hy vọng." Aja Romano của Vox mô tả Be là một album "tuyệt vời" chứa đầy "những chùm hoa đăng liền mạch nhằm tưởng nhớ và kỷ niệm việc vượt qua đại dịch COVID-19." Nhà văn Eva Zhu của Exclaim! nói rằng "Mặc dù Be hơi khác xa so với các bản phát hành thông thường của BTS, nhưng sự rung cảm thực tế và thoải mái hơn của nó có thể thu hút những người hâm mộ mới, những người đang tìm kiếm âm nhạc để được an ủi trong năm tồi tệ này." Trong một bài đánh giá được xuất bản bởi The Arts Desk, Peter Quinn ca ngợi quá trình sản xuất album và phân chia phần hát của BTS bằng cách "chuyển từ rap sang falsetto chỉ trong nháy mắt." Đối với Clash, Malvika Padin khẳng định rằng album "far simpler" ơn giản hơn nhiều" so với các bản phát hành trước đây của nhóm "cũng như không kém phần thoải mái " nhưng cho rằng nó thiếu hấp dẫn đối với người nghe bình thường. Trong một bài đánh giá khác, Sophia Ordaz của Slant Magazine công nhận album vì thông điệp đơn giản và sáng suốt của nó, tuy nhiên bị chỉ trích vì "trao đổi những cảnh tượng kích thích quá mức để đánh giá nội tâm."

## Danh sách bài hát
| STT              | Nhan đề | Sáng tác                                                                | Sản xuất                            | Thời lượng |
| ---------------- | --- | ----------------------------------------------------------------------- | ----------------------------------- | ---------- |
| 1.               | "Life Goes On" | Antonina Armato Chris James J-Hope Pdogg RM Ruuth Suga                  | Pdogg                               | 3:27       |
| 2.               | "Fly to My Room" (내 방을 여행하는 법; Nae bang-eul yeohaenghaneun beob [lit. "How to travel in my room"], thể hiện bởi Suga, V, J-Hope và Jimin) | Cosmo's Midnight J-Hope Joe Femi Griffith RM Suga                       | Cosmo's Midnight                    | 3:42       |
| 3.               | "Blue & Grey (bài hát)" | Hiss Noise J-Hope Ji Soo Park Levi Metaphor RM Suga V                   | Ji Soo Park Levi V Hiss Noise       | 4:15       |
| 4.               | "Skit" | J-Hope Jimin Jin Jungkook RM Suga V                                     | RM Jin Suga J-Hope Jimin V Jungkook | 3:00       |
| 5.               | "Telepathy" (잠시; Jamsi [lit. "For a moment"])                                                                                                   | El Capitxn Hiss Noise Jungkook RM Suga                                  | El Capitxn Hiss Noise               | 3:22       |
| 6.               | "Dis-ease" (병; Byeong [lit. "Illness"]) | Ivan Jackson Rosenberg J-Hope Ghstloop RM Pdogg Suga Jimin Randy Runyon | Brasstracks                         | 4:00       |
| 7.               | "Stay" (thể hiện bởi RM, Jin và Jungkook) | Arston Jin Jungkook RM                                                  | Arston                              | 3:25       |
| 8.               | "Dynamite" | David Stewart Jessica Agombar                                           | Stewart                             | 3:19       |
| Tổng thời lượng: | Tổng thời lượng: | Tổng thời lượng:                                                        | Tổng thời lượng:                    | 28:30      |

## Bảng xếp hạng
| Bảng xếp hạng (2020)                     | Vị trí cao nhất |
| ---------------------------------------- | --------------- |
| Album Úc (ARIA)                          | 2               |
| Album Áo (Ö3 Austria)                    | 4               |
| Album Bỉ (Ultratop Vlaanderen)           | 3               |
| Album Bỉ (Ultratop Wallonie)             | 1               |
| Album Canada (Billboard)                 | 1               |
| Album Cộng hòa Séc (ČNS IFPI)            | 5               |
| Album Đan Mạch (Hitlisten)               | 1               |
| Album Hà Lan (Album Top 100)             | 2               |
| Album Phần Lan (Suomen virallinen lista) | 2               |
| Album Pháp (SNEP)                        | 2               |
| Album Đức (Offizielle Top 100)           | 4               |
| Album Hungaria (MAHASZ)                  | 4               |
| Icelandic Albums (Tónlist)               | 14              |
| Album Ireland (OCC)                      | 1               |
| Italian Albums (FIMI)                    | 2               |
| Japan Hot Albums (Billboard Japan)       | 1               |
| Album Nhật Bản (Oricon)                  | 1               |
| Lithuanian Albums (AGATA)                | 1               |
| New Zealand Albums (RMNZ)                | 1               |
| Album Na Uy (VG-lista)                   | 1               |
| Album Ba Lan (ZPAV)                      | 1               |
| Album Scotland (OCC)                     | 5               |
| South Korean Albums (Gaon)               | 1               |
| Album Thụy Điển (Sverigetopplistan)      | 3               |
| Album Thụy Sĩ (Schweizer Hitparade)      | 2               |
| Album Anh Quốc (OCC)                     | 2               |
| Album Hoa Kỳ Billboard 200               | 1               |

## Chứng nhận và doanh số
| Quốc gia | Chứng nhận | Số đơn vị/doanh số chứng nhận |
| -------- | ---------- | ----------------------------- |
| Hoa Kỳ   | —          | 177,000                       |

## Lịch sử phát hành
| Quốc gia | Ngày                 | Định dạng                       | Hãng đĩa        | Nguồn  |
| -------- | -------------------- | ------------------------------- | --------------- | ------ |
| Toàn cầu | 20 tháng 11 năm 2020 | Tải kỹ thuật số phát trực tuyến | Big Hit Dreamus | [ 37 ] |